# Aloisie citronová

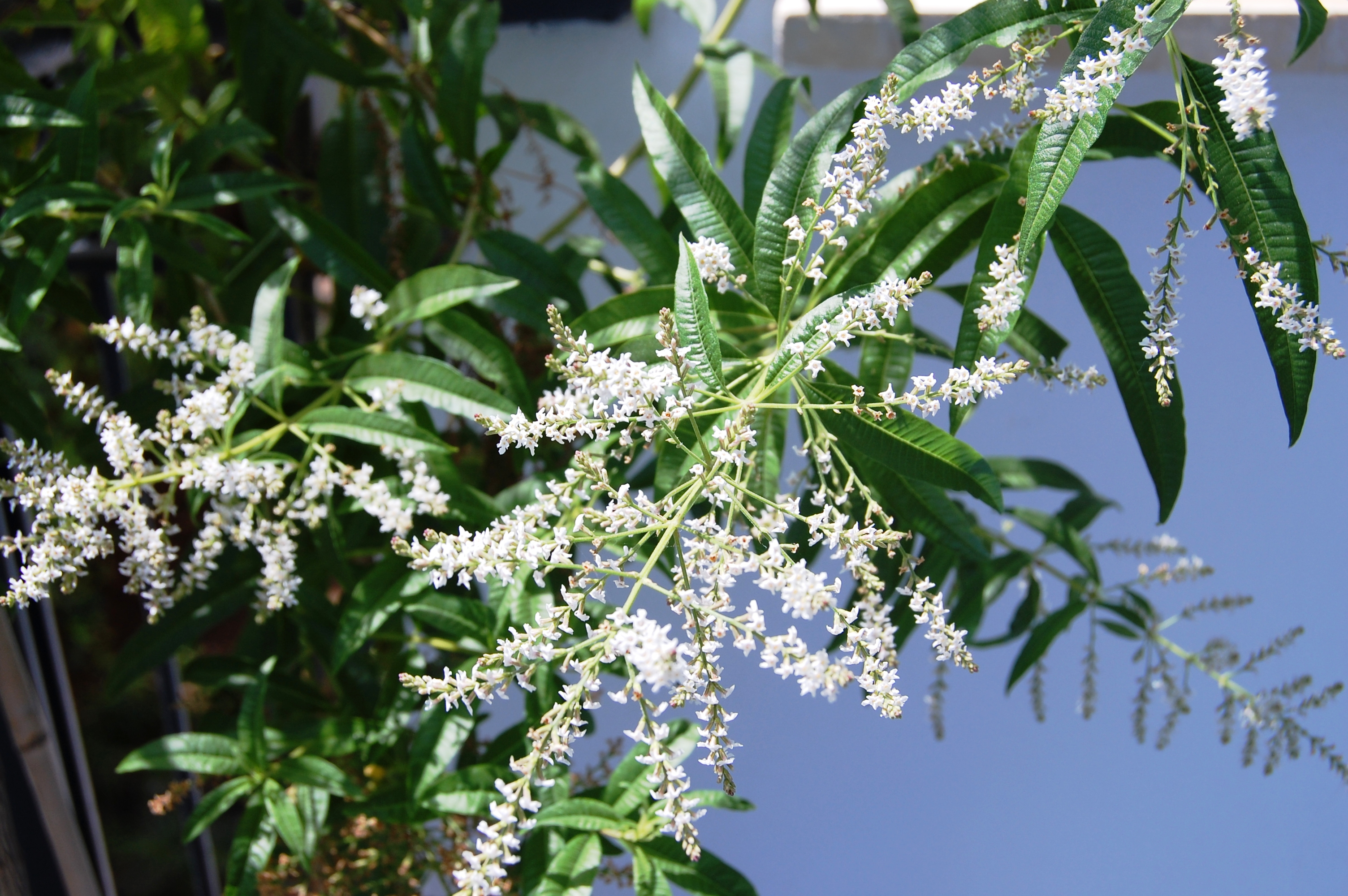
Kvetoucí rostlina

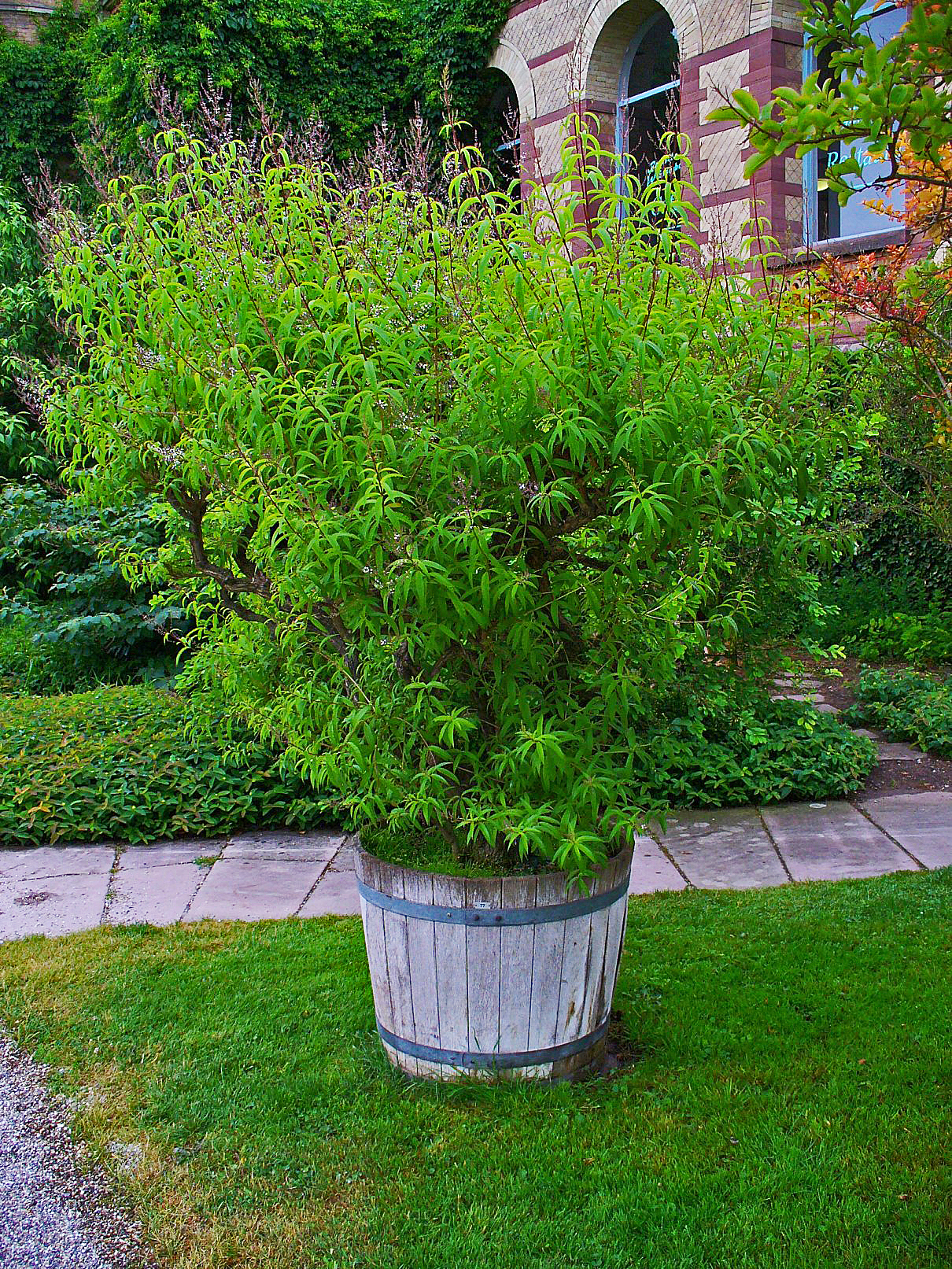
Aloisie citronová v květináči

Aloisie citronová (Aloysia citriodora) je subtropická keřovitá trvalka vyznačující se výraznou vůni po citronu. Pochází ze středu Jižní Ameriky, z Bolívie, Paraguaye a severu Argentiny, odkud se rozšířila do přilehlé Brazílie, Peru, Uruguaye a Chile. Později začala být pěstována ve Venezuele, v severoamerickém Mexiku a na středoamerické Kubě a Portoriku.
Rostlinu z Ameriky dovezl do Evropy v 17. století francouzský přírodovědec Philiber Commerson, kde ji botanik Antonio Paláu y Verdera popsal a pojmenoval po (Marii Luise Parmské), manželce španělského krále Karla IV. Rodové jméno rostliny Aloysia je španělskou variantou jména Luisa. Později tato nenáročná rostlina zplaněla a rozšířila se po Středomoří Evropy i Afriky.

## Ekologie
Rostlina preferuje slunné a vlhké místo s propustnou půdou, která je neutrální až slabě zásaditá, lehká písčitá až střední hlinitá, kde za příznivých podmínek postupně vykvétá. Často roste podél polních cest, na mezích nebo osluněných okrajích světlých lesů, nejčastěji v nadmořské výšce od 500 do 3500 m n. m.
V současnosti se v mnoha zemích s teplým, subtropickým klimatem celoročně pěstuje v zahradách nebo tam roste ve volné přírodě. Na chladnějších místech rostlina při teplotách okolo +5 °C ztrácí listy, samotný keř vydrží krátkodobě mráz do -10 °C. Na jaře, v závislosti na teplotě, nové listy raší v květnu, květy se otevírají v červenci až srpnu a plod uzrávají v září a říjnu, s nástupem chladu v listopadu listy opadávají.

## Popis
Dřevnatý keř vysoký 2 až 3 metry, který je v subtropických a tropických podmínkách stálezelený, při pěstování v chladnějším prostředí před zimou opadává. Listy s krátkými řapíky vyrůstají nejčastěji v trojčetných přeslenech a jejich kopinaté, dlouze zašpičatělé, světle zelené čepele jsou až 8 cm dlouhé a 2 cm široké, na omak drsné, vrásčité, někdy celokrajné a jindy jemně zubaté. Listy obsahují hojně silic a při rozemnutí či na ostrém slunci výrazně voní po citronu.
Drobné květy, ne příliš ozdobné ale vonné, bývají bílé, narůžovělé až světle fialové a jsou téměř pravidelné. Mají krátké stopky a vytvářejí řídké, až 25 cm dlouhé laty vyrůstající někdy na koncích větví a jindy z paždí listů. Oboupohlavné květy mají vytrvalý kalich asi 3 mm dlouhý a korunu asi 5 mm velkou s purpurovou trubkou a se čtyřmi či pěti krátkými laloky. Květ je dále tvořen čtyřmi dvoumocnými tyčinkami s nažloutlými prašníky dozrávajícími dříve než vajíčka a svrchním dvojpouzdrým semeníkem s kratičkou čnělku nesoucí dvojlaločnou bliznou; opylení zajišťuje hmyz. Plody jsou vejčité tvrdky rozpadající se na čtyři drobné, 1,5 mm velké suché plůdky, které jsou srostlé s vytrvalým kalichem a jsou šířeny větrem nebo vodou.

## Pěstování
Středoevropskou mrazivou a vlhkou zimu rostlina v přírodě nepřežije, a proto tam bývá pěstována v přenosných květináčích, v létě na zahradě a v zimě uvnitř budovy ve světlé, bezmrazé místnosti. Při omezené zálivce a teplotě 5 až 10 °C ztratí listy a přezimuje ve vegetačním klidu, při teplotě vyšší než 15 °C pokračuje v růstu. V květináči však většinou nevykvete. Dobře snáší jarní řez, který podporuje rozvětvení a zahuštění, lze ji pěstovat v keřovém i stromkovém tvaru.
Rostlinu možno rozmnožovat řízky z měkkého dřeva sázenými v květnu a červnu do pařeniště, kde obvykle dobře zakoření, a počátkem léta druhým rokem se mohou sázet na stanoviště. Obdobně jednoduché je množení semeny (plůdky), která se vysejí koncem jara do stále vlhkého skleníku a druhým rokem lze semenáče vysadit na trvalé místo. Doporučuje se mladé rostliny mulčováním chránit prvou zimu před chladem.

## Význam
Listy aloisie citronové obsahují silnou citronovou vonnou silici, která má významné uklidňující, tonizující i digestivní účinky. Někteří gurmáni o ní tvrdí, že má citronovější vůni než sám citron. Aromatických listů, čerstvých i sušených, se hojně používá k přípravě čajů, nápojů, ovocných pohárů, salátů, dresinků, omáček i pro ochucení masových pokrmů. Lidoví léčitelé doporučují potírat listy rány způsobené hmyzem a jejich odvary používat na léčbu astmatu, nachlazení, migrény, žaludečních problémů, bolestí zubů i při depresích. Od roku 1935 se v Jižní Americe z listů vyrábí populární nápoj Inca Kola, jenž je v Peru považovaný téměř za národní.
Z listů a stonků se destiluje esenciální olej, který se používá při výrobě likérů a v kosmetice do parfémů, toaletních vod a deodorantů, je častý i při aromaterapii. Jeho vyšší dávky mohou u citlivých lidí způsobit alergii kůže na sluneční záření, a proto se nesmí do Evropské unie dovážet, doporučuje se nahrazovat ji voňatkou citronovou. Rostlina odpuzuje mouchy a další hmyz, olej je v koncentraci 1 % velmi účinný insekticid.